# Université Polytechnique Internationale Obiang Nguema Mbasogo
 (septembre 2022).
L'Université Polytechnique Internationale Obiang Nguema Mbasogo (UPI-ONM) est une université privée béninoise agréée par l’État qui propose une vingtaine de formations diplômantes allant du diplôme universitaire de technologie (DUT) au master.

## Historique
Fondée en 1998 par Valère Kakaï Glèlè, l'institution est d'abord partenaire de filières de l'enseignement supérieur français telles que l’Ecole Supérieure de Commerce de Toulouse et l’Université Catholique de Lille. Elle développe par la suite des formations de niveau licence et master.
Alors nommée Complexe d’Enseignement Polytechnique International du Bénin (CEPIB/Formation), elle se renomme Université Polytechnique Internationale du Bénin (UPIB) en 2006 et Université Polytechnique Internationale Obiang Nguema Mbasogo (UPI-ONM) depuis 2013.
En 2020, elle devient la 5 université agréée par l'État béninois.
La stratégie du directeur de l'université se concentre sur la « trilogie formation-diplôme-emploi » qui a pour but d'assurer un emploi aux élèves une fois leurs diplômes obtenus afin de lutter contre le taux de chômage de la population jeune au Bénin.

## Formations
Les écoles et instituts qui composent l'UNA se repartissent suivant différentes filières :
- l’École Supérieure d’Agronomie (ESA)
- l’École Supérieure des Métiers de Génie Civil (ESMGC)
- l’École Universitaire de Management
- l’Institut International d’Administration des Entreprises (2IAE)
- l'Institut Africain d’Audit et d’Expertise (I2AE)
- l’École Supérieure Internationale de Droit
- l’École Supérieure des Techniques de l’Audiovisuel et de la Communication